# Ołeksandr Woskobojnyk
Ołeksandr Wołodymyrowycz Woskobojnyk, ukr. Олександр Володимирович Воскобойник (ur. 26 stycznia 1976 w Rodynśkem, w obwodzie donieckim) – ukraiński piłkarz, grający na pozycji napastnika, a wcześniej pomocnika, trener piłkarski.

## Kariera piłkarska

### Kariera klubowa
Jako junior występował w zespole Metałurh Konstantynówka. We wrześniu 1992 rozpoczął karierę piłkarską w drugiej drużynie Szachtara Donieck, a 8 sierpnia 1993 roku debiutował w podstawowym składzie Szachtara. Latem 1997 został piłkarzem Krywbasa Krzywy Róg. Po dwóch sezonach przeniósł się do Metałurha Donieck. Latem 2002 do końca roku został wypożyczony do Worskły Połtawa. Potem występował w klubach Zoria Ługańsk, Podilla Chmielnicki i IhroSerwis Symferopol. W lipcu 2007 przeszedł do Olimpika Donieck, w którym zakończył karierę piłkarską.

### Kariera reprezentacyjna
Występował w juniorskiej reprezentacji U-19.

## Kariera trenerska
Po zakończeniu kariery piłkarskiej pomagał trenować Olimpik Donieck.

## Sukcesy i odznaczenia

### Sukcesy klubowe
- wicemistrz Ukrainy: 1994, 1997
- brązowy medalista Mistrzostw Ukrainy: 1999, 2002
- zdobywca Pucharu Ukrainy: 1995